# سان ليو
سان ليو (بالإيطالية: San Leo)‏ هي بلدية في مقاطعة ريميني في إقليم إميليا رومانيا في إيطاليا. 

## السكان
في سنة 1861 بلغ عدد السكان 3٬241 نسمة، وتطور العدد ليصل في سنة 2011 لـ 2٬970 نسمة.
يظهر هذا المخطط البياني تطور النمو السكاني لـ سان ليو

## توأمة
لسان ليو اتفاقيات توأمة مع:
- مدينة سان مارينو

## أعلام
- غيدو دا مونتيفيلترو